# 詹姆斯·藤本
詹姆斯·藤本（James G. Fujimoto），日本裔美國學者，麻省理工學院 (MIT) 電機工程與電腦科學系 Elihu Thomson 教授，塔夫茨大學醫學院眼科客座教授。美國國家科學院、美國國家工程院、美國文理科學院3院院士。

## 生平
藤本從麻省理工學院獲得了碩士（1981年）與博士學位（1984年），從1985年以來一直在麻省理工任教，目前是麻省理工電機工程和電腦科學的 Elihu Thomson 教授和塔夫茨大學醫學院眼科兼任教授。他對光學相干斷層掃描（OCT）的發明有突出貢獻除了OCT之外，他也為飛秒雷射的開發做出了貢獻

## 主要榮譽
- 2001年 當選美國國家工程院院士
- 2001年 當選美國物理學會會士[4]
- 2001年 Rank Prize in Optoelectronics（俄羅斯）
- 2011年 Zeiss Research Award（德國）
- 2012年 Champalimaud Vision Award（美國）[5]
- 2013年 SPIE Britton Chance Biomedical Optics Award[6]
- 2014年 IEEE光子學獎
- 2015年 Frederic Ives Medal（美國）
- 2017年 拉斯獎
- 2023年 拉斯克臨床醫學研究獎[7]
- 2023年 美國國家科技創新獎章（英语：National Medal of Technology and Innovation）[8]
- 2024年 本田獎（英语：Honda Prize）